# Haplopappus
Haplopappus är ett släkte av korgblommiga växter. Haplopappus ingår i familjen korgblommiga växter.

## Dottertaxa tillHaplopappus, i alfabetisk ordning[1]
- Haplopappus acerosus
- Haplopappus angustifolius
- Haplopappus anthylloides
- Haplopappus baylahuen
- Haplopappus bellidifolius
- Haplopappus berteroi
- Haplopappus bezanillanus
- Haplopappus boelckei
- Haplopappus canescens
- Haplopappus cerberoanus
- Haplopappus chrysanthemifolius
- Haplopappus decurrens
- Haplopappus deserticola
- Haplopappus diplopappus
- Haplopappus donianus
- Haplopappus elatus
- Haplopappus foliosus
- Haplopappus fremontii
- Haplopappus glutinosus
- Haplopappus graveolens
- Haplopappus grindelioides
- Haplopappus hirtellus
- Haplopappus hookerianus
- Haplopappus humilis
- Haplopappus integerrimus
- Haplopappus inuloides
- Haplopappus ischnos
- Haplopappus kingii
- Haplopappus lanatus
- Haplopappus latifolius
- Haplopappus linifolius
- Haplopappus macraeanus
- Haplopappus macrocephalus
- Haplopappus marginalis
- Haplopappus marginatus
- Haplopappus mendocinus
- Haplopappus meyenii
- Haplopappus mucronatus
- Haplopappus multifolius
- Haplopappus nahuelbutae
- Haplopappus ochagavianus
- Haplopappus parvifolius
- Haplopappus pedunculosus
- Haplopappus philippii
- Haplopappus phyllophorus
- Haplopappus pinea
- Haplopappus pinnatifidus
- Haplopappus platylepis
- Haplopappus poeppigianus
- Haplopappus pristiphyllus
- Haplopappus prunelloides
- Haplopappus pulchellus
- Haplopappus reicheanus
- Haplopappus remyanus
- Haplopappus rengifoanus
- Haplopappus rigidus
- Haplopappus rosulatus
- Haplopappus rotundifolius
- Haplopappus rubiginosus
- Haplopappus saxatilis
- Haplopappus scaposus
- Haplopappus schumannii
- Haplopappus scrobiculatus
- Haplopappus serrulatus
- Haplopappus stelliger
- Haplopappus stolpii
- Haplopappus struthionum
- Haplopappus taeda
- Haplopappus tenuisectus
- Haplopappus uncinatus
- Haplopappus velutinus